# Leningrad udelivaet Ameriku Disk 1
Leningrad udelivaet Ameriku Disk 1 (en ruso: 'Ленинград уделывает Америку'). Significa "Leningrad hizo América Disk 1". Es la primera parte de un disco doble. El álbum está compuesto por temas en vivo realizados en la gira que hicieron por Estados Unidos en el año 2002. Fue lanzado a la venta en el año 2003. Y es el único disco oficial en vivo además de su segunda parte.

## Listado de temas
1. "Когда Het денег" - Kogda Net Deneg - (Cuando no hay Dinero) - 3:47
2. "Группа крови" - Gruppa Krovi - (Grupo Sanguíneo) - 4:41
3. "Дачники" - Dachniki - (Cottager) - 3:15
4. "Пидарасы" - Pidarasi - 3:47
5. "Дикий мужчина" - Dikiy Muzchina - (Hombre Salvaje) - 3:56
6. "Бляди" - Blyadi - (Puta) - 3:45
7. "Космос" Kosmos - (Cosmos) - 2:54
8. "Полные карманы" - Polnie Karmani - (Bolsillo lleno) - 5:39
9. "Ну, погоди!" - Nu, Pogodi - (Bueno, espero!) - 2:45
10. "WWW" - 4:14
11. "Мне бы в небо" - Mne Bi V Nebo - (Me gustaría estar en el cielo) - 4:57
12. "День рождения" - Den' Rozhdeniya - (Cumpleaños) - 2:09
13. "Терминатор" - Terminator - 3:24
14. "Новый год" - Noviy God - (Año nuevo) - 2:43

- Datos: Q5485235